# Lüliang
Lüliang is een stadsprefectuur in het westen van de noordelijke provincie Shanxi, Volksrepubliek China.